# Escudo de Escalona del Prado
El escudo de Escalona del Prado es el símbolo más importante de Escalona del Prado, municipio de la provincia de Segovia, comunidad autónoma de Castilla y León, en España. 

## Descripción
El escudo de Escalona del Prado fue oficializado el 31 de marzo de 1987, y su descripción heráldica es:

«Escudo partido. Primero, de sable, una banda de oro cargada en su centro de un escudete de gules sobrecargado de una cruz floreteada de plata y en los costados de nueve cuñas de azur. Bordura de plata con cinco escudetes de azur, cargados de cinco bezantes de palta puestos en sotuer. Segundo, de gules, un acueducto de dos órdenes, de plata, mazonado de sable, puesto sobre diez peñascos de su color. Corona de Marqués.»
Boletín Oficial de Castilla y León nº 10/1988

Las «cuñas» son las del escudo de los Acuña, el linaje al que pertenecía Íñigo de Acuña y Castro, I marqués de Escalona, quien había comprado la villa de Escalona del Prado a Pedro de la Cerda.